# Jeremiah T. Mahoney
Jeremiah Titus Mahoney (* 23. Juni 1878 in New York; † 15. Juni 1970 in Hollywood, Kalifornien) war ein US-amerikanischer Anwalt, Richter, Kommunalpolitiker und Sportfunktionär.

## Leben
Mahoney war in seiner Jugend ein begabter Leichtathlet im Hochsprung, der die Regionalmeisterschaften von Neuengland und Kanada für den New York Athletic Club gewann. Er sollte für die USA an den Olympischen Zwischenspielen 1906 in Athen teilnehmen, lehnte dies aber wegen seines Jurastudiums ab. Von 1900 bis 1905 arbeitete er für die Stadtverwaltung von New York und studierte zusätzlich Jura an der New York University Law School. Er engagierte sich bei den Demokraten und war von 1920 bis 1952 Delegierter zu den jeweiligen Democratic National Conventions für New York. Von 1925 bis 1928 war er Richter am New York Supreme Court. 1937 war er der demokratische Kandidat für das Bürgermeisteramt in New York, doch er unterlag dem republikanischen Amtsinhaber Fiorello LaGuardia mit 40:60 Prozent der Stimmen. Außerdem war er als Anwalt in New York tätig.
Nach seiner aktiven Karriere als Hochspringer blieb er im New York Athletic Club. Er war mit Avery Brundage befreundet, der ihn zu seinem Nachfolger als Präsident des amerikanischen Sportverbandes Amateur Athletic Union  vorschlug. Mahoney war der Vorsitzende des Verbandes von 1933 bis 1937. In der Folge war er der Vorsitzende des Finanzkomitees des USOC und sorgte mit großem Erfolg für die Finanzierung der amerikanischen Mannschaften der Olympischen Spiele 1948, 1952 und 1956.

## Boykottdiskussion 1935/36
Der engagierte Katholik irischer Herkunft Mahoney forderte einen Boykott der Olympischen Spiele 1936 in Deutschland, als 1935 die Vereine des DJK-Sportverbands in Deutschland verboten wurden. Er setzte sich besonders vehement für einen Olympiaboykott ein, als Juden im deutschen Sport ausgeschlossen wurden. In seiner Rolle als Präsident der AAU (dessen Unterschrift die Meldung für die Olympischen Spiele haben musste, um den Amateurstatus zu bestätigen) war er der Gegenspieler von Avery Brundage, der auf jeden Fall an den Spielen teilnehmen lassen wollte. Die entscheidende Abstimmung verlor Mahoney knapp mit drei Stimmen Unterschied, da Brundage, als er gesehen hatte, dass er wohl verlieren würde, die Abstimmung vertagen ließ und über Nacht noch weitere ihm wohlgesinnte Delegierte (u. a. einen deutschen Spion) heranzitierte. Das Ergebnis der Auseinandersetzung änderte aber nichts an der lebenslangen Freundschaft zwischen Brundage und Mahoney.